# 马尔科·弗里茨
马尔科·弗里茨（德語：Marco Fritz，1977年10月3日—）是一位德国足球裁判，现注册于符腾堡足球协会辖下的布罗伊宁斯韦勒体育俱乐部（SV Breuningsweiler）。他是FIFA认证的国际裁判，同时也是UEFA的二级裁判组成员。

## 裁判生涯
弗里茨自6岁起便是布罗伊宁斯韦勒体育俱乐部（SV Breuningsweiler）的一员，并从1997年起开始在那里从事裁判工作。他代表符腾堡足球协会执法，并自2006年成为德国足协裁判。在2008-09赛季，弗里茨首次被委任主哨德乙。整个赛季他共出示了34张黄牌和1张红牌。一年后，32岁的德雷斯晋身德甲裁判大名单。他执法的首场德甲联赛是在2009年8月22日，由由弗赖堡主场对阵勒沃库森。
在2010年1月17日执法由杜伊斯堡对阵FSV法兰克福的德乙联赛时，弗里茨的一次错误判罚引起轰动——在一次射门中，皮球击中横梁并在球门线前约一米处弹出，他及助理裁判认定入球有效，并导致杜伊斯堡最终取得5比0的大胜。
2012年，弗里茨与菲利克斯·茨瓦耶一同入选FIFA国际裁判名录。他们分别替换了同时离开国际足联团队的德国籍裁判巴巴克·拉法蒂和彼得·西佩尔。弗里茨于2012年欧洲U-19足球锦标赛的预选赛中首次获委任执法国际比赛，他在2012年5月23日由希腊对阵土耳其的比赛中担当主裁判。
在2016年5月21日于柏林奥林匹克体育场举行的2016年德国足协杯决赛中，弗里茨率领助理教练多米尼克·沙尔和马塞尔·佩尔格里姆共同执法了由拜仁慕尼黑对阵多特蒙德的比赛。

## 个人生活
弗里茨的主职为银行柜员并居住在符腾堡的科尔布。他的爱好包括体育和音乐。